# Getin Bank

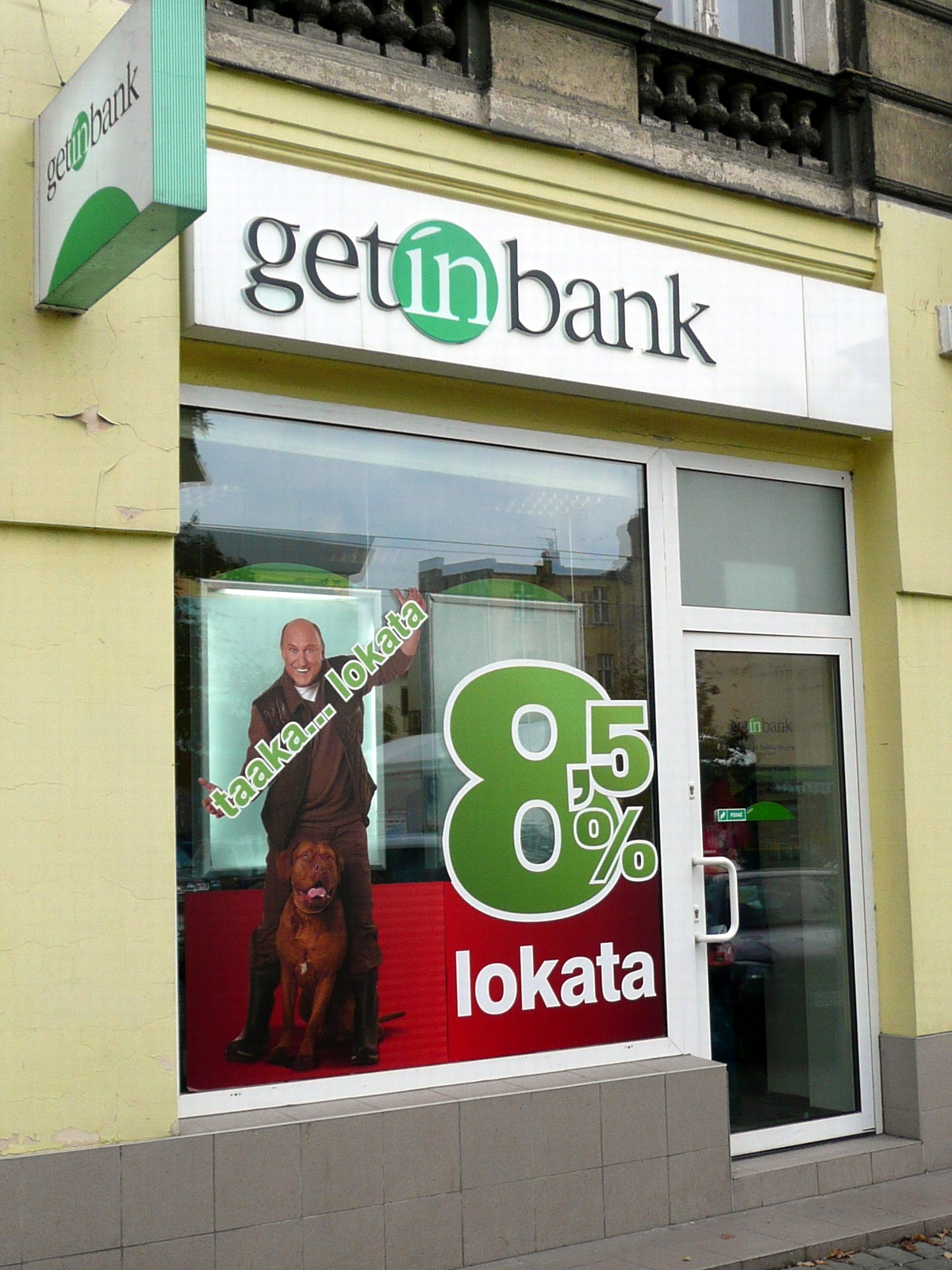
Oddział banku w Bydgoszczy (2008)

Getin Bank S.A. (wcześniej Górnośląski Bank Gospodarczy S.A.) – bank komercyjny działający w latach 1990–2010 z siedzibą w Katowicach.

## Historia

### Górnośląski Bank Gospodarczy
Górnośląski Bank Gospodarczy S.A. (GBG Bank) rozpoczął działalność na podstawie decyzji nr 44 prezesa Narodowego Banku Polskiego z 3 października 1990. Pierwsze operacje finansowe przeprowadził 2 stycznia 1991 roku w oddziale w Katowicach. W 1995 zyskał inwestora strategicznego: Powszechny Bank Kredytowy SA, który przeprowadził proces sanacji mający na celu poprawienie sytuacji finansowej spółki. Bank posiadał oddziały na terenie województw śląskiego, opolskiego i małopolskiego. Obsługiwał klientów indywidualnych i instytucjonalnych, w tym jednostki samorządu terytorialnego. Od 1 stycznia 2002 do maja 2004 GBG Bank funkcjonował w grupie kapitałowej Banku Przemysłowo-Handlowego PBK, a mniejszościowymi udziałowcami były m.in. Węglokoks i Kopex. Specjalizował się wówczas w kredytach samochodowych. Na koniec 2003 roku GBG zatrudniał około 960 pracowników.
Transakcja zakupu banku przez Getin Holding została dokonana 25 maja 2004.

### Getin Bank
24 września 2004 nastąpiła zmiana nazwy banku na Getin Bank SA. Następnie, w grudniu 2004 Getin Bank przejął będący w złej sytuacji finansowej Bank Przemysłowy w Łodzi, poprzez zakup akcji przez Getin Holding oraz bezpośrednio Leszka Czarneckiego. Sprzedażą kredytów hipotecznych zajęła się wydzielona część banku pod marką handlową Dom Bank, która powstała na bazie istniejącej jednostki organizacyjnej GBG Banku.
W 2005 r. zakończona została transakcja zakupu zrestrukturyzowanego Wschodniego Banku Cukrownictwa S.A. (WBC) przez Getin Holding. W marcu 2006 oddziały WBC zostały włączone do sieci sprzedaży Getin Banku, natomiast licencja bankowa oraz kapitały WBC posłużyły jako podstawa do budowy Noble Banku.

### Wchłonięcie przez Noble Bank i powstanie Getin Noble Bank
W styczniu 2010 Getin Bank połączył się z Noble Bank tworząc w ten sposób instytucję finansową o nazwie Getin Noble Bank SA. Spółka Getin Bank S.A. przestała istnieć.
W latach 2010–2022 marka handlowa Getin Bank używana była przez pion bankowości detalicznej Getin Noble Banku S.A., w celu odróżnienia od działalności banku w obszarze bankowości prywatnej pod marką handlową Noble Bank. Marka była używana również przez VeloBank S.A. do 21 listopada 2022, kiedy została zastąpiona przez markę VeloBank.